# Книжник, Вадим Генрихович
Вадим Генрихович Книжник (20 февраля 1962, Киев — 25 декабря 1987, Москва) — советский физик-теоретик. Кандидат физико-математических наук (1986).

## Биография
Сын физика и детского писателя Генриха Соломоновича Книжника (род. 1935) и Елены Григорьевны Книжник (род. 1937). Учился в Московской специализированной математической средней школе № 2. Дважды становился победителем Всесоюзной олимпиады школьников по математике, один раз занял второе место.
Окончил Московский физико-технический институт (1984), куда был зачислен после пересмотра результатов его вступительных экзаменов приёмной комиссией. Учился в аспирантуре в Институте теоретической физики имени Л. Д. Ландау под руководством А. М. Полякова. После защиты диссертации кандидата физико-математических наук по теме «Бесконечномерные группы симметрии и квантовой теории поля и теории струн» в 1986 году был оставлен младшим научным сотрудником там же.
Первую научную статью опубликовал в 1982 году, будучи студентом. Автор около двух десятков научных работ. Основные труды в области математической физики, квантовой теории поля, теории струн. Получил спектр аномальной размерности модели Весса — Зумино — Новикова — Виттена с использованием алгебры Каца — Муди. В 1984 году совместно с А. Б. Замолодчиковым разработал систему уравнений Книжника — Замолодчикова и основывающуюся на них теорию в общей теории поля. Совместно с А. А. Белавиным ввёл теорему Белавина — Книжника в области теории струн. Перевёл на русский язык монографию А. М. Полякова «Калибровочные поля и струны» (1999).
Скоропостижно скончался в московском метрополитене по дороге на работу в Институт теоретической физики 25 декабря 1987 года. Международная конференция памяти Вадима Книжника прошла в Париже в 2013 году. В 1990 году вышел сборник научных трудов «Physics and Mathematics of Strings» памяти Вадима Книжника.
Дочь — Анна Вадимовна Книжник (нем. Anna Moeke-Knizhnik, род. 1985), биохимик и молекулярный биолог (Майнц и Берлин, Германия), кандидат биологических наук.
Похоронен в Москве, на Новом Донском кладбище.